# 洞阔尔活佛
洞阔尔活佛（藏語：སྟོང་འཁོར，威利转写：stong 'khor）在清朝时先后被二世章嘉、八世达赖封为班第达，称额尔德尼·莫日根·洞阔尔·班第达（简称“洞阔尔班第达”或“对音库尔班第达”，其中“对音库尔”为“洞阔尔”的另一译法）；中华民国初年，被大总统袁世凯加封为呼图克图，称对音库尔呼图克图；中华人民共和国时期，称洞阔尔活佛。为内蒙古广觉寺（五当召）的活佛、住持。

## 沿革
阿旺曲日莫获二世章嘉加“额尔德尼·莫日根·洞阔尔·班第达”封号（“额尔德尼”为蒙古语，意为“宝”；“莫日根”为蒙古语，意为“聪慧”；“洞阔尔”为藏语，意为“时轮”；“班第达”为梵语，意为精通五明的学者。此封号的意思是“大宝聪睿时轮金刚智尊”），成为第一世洞阔尔活佛。第二世洞阔尔活佛获八世达赖赐“额尔德尼·莫日根·洞阔尔·班第达”名号。第三世、第四世洞阔尔活佛均为雍和宫金瓶掣签掣出。
民国三年（1914年），第五世洞阔尔活佛赴北京觐见中华民国大总统袁世凯，获袁世凯加封“弘道大智”四字，赏给“呼图克图”封号。中华人民共和国成立后，1955年，第七世洞阔尔活佛圆寂。此后直到2006年，才有第八世洞阔尔活佛坐床。

## 历世洞阔尔活佛
以下不计追认，列出历世洞阔尔活佛：
| 世数   | 生年   | 坐床年份 | 卒年   | 汉文姓名                            |
| ------ | ------ | -------- | ------ | ----------------------------------- |
| 第一世 | 1696年 | ——       | 1764年 | 阿旺曲日莫                          |
| 第二世 | 1764年 |          | 1836年 | 洞阔尔·依希丹巴达勒吉               |
| 第三世 | 1836年 | 1844年？ | 1854年 | 洞阔尔·依西罗布森·丹增佳木苏        |
| 第四世 | 1855年 | ？       | 1886年 | 洞阔尔·嘎拉森图布登·吉格木得·佳木素 |
| 第五世 | 1887年 | 1895年？ | 1919年 | 洞阔尔·阿嘎旺丹·金帕灵赖·那木吉勒   |
| 第六世 | 1919年 | ？       | 1943年 | 洞阔尔·特布登·嘎拉森·丹辛嘉措       |
| 第七世 | 1943年 | ？       | 1955年 | 洞阔尔·罗布森普楞赖丹陛加勒森       |
| 第八世 | 1992年 | 2006年   | 在世   | 洞阔尔·嘎拉僧图布丹却吉旺其格       |